# Achaearanea jequirituba
Achaearanea jequirituba är en spindelart som beskrevs av Claude Lévi 1963. Achaearanea jequirituba ingår i släktet Achaearanea och familjen klotspindlar. Inga underarter finns listade i Catalogue of Life.